# Universidade de Heidelberg

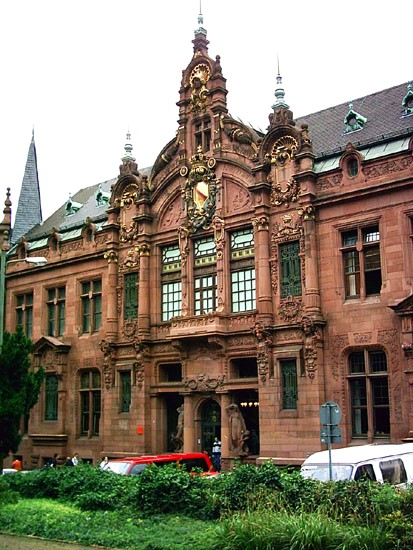
Entrada Principal da Biblioteca da Universidade

A Universidade de Heidelberg, ou, nas suas formas portuguesas, de Heidelberga ou de Edelberga, oficialmente denominada Universidade de Heidelberg Ruprecht Karl (Ruprecht-Karls-Universität Heidelberg, em alemão), é uma universidade pública alemã, das mais prestigiadas universidades do país. Está estabelecida na cidade de Heidelberg, no estado de Baden-Württemberg. Foi fundada em 1386, tendo sido a terceira universidade estabelecida no Sacro Império. Seu nome latino é Ruperto Carola Heidelbergensis.
Estudantes do sexo feminino passaram a ser admitidas em 1899. Atualmente a Universidade é constituída de doze faculdades e oferece programas de graduação, mestrado, doutorado e pós-doutorado em cerca de 100 disciplinas, integrando o Grupo Coimbra
A universidade, criada por Ruperto I, Eleitor do Palatinato, quando Heidelberg era a capital do Palatinado, e tornou-se um centro de teólogos e especialistas em leis no Sacro Império. Durante a Guerra dos Trinta Anos (1618–1648) a universidade entrou em decadência financeira e intelectual, e só viria a se recuperar no início do século XIX, convertendo-se em centro de pensamento democrático e de intelectuais humanistas independentes, tendo sido adotada como modelo para universidades americanas. 
Durante o governo do Partido Nazista (1933-1945), a universidade atravessou um outro período de dificuldades e perdeu muitos dos seus professores por motivos políticos. No pós-guerra, passou por um período de desnazificação. Nos anos 1970, foi um palco de importantes manifestações de estudantes de esquerda.
A universidade dá ênfase à pesquisa e por ela passaram 55 ganhadores do Prêmio Nobel. A cada ano, forma aproximadamente 1 000 doutores, sendo que mais de um terço deles vem de outros países. O conjunto dos estudantes inclui 10% de estrangeiros, oriundos de 130 países. A Universidade de Heidelberg tem dois campi principais: um na Cidade Velha de Heidelberg e outro em Neuenheimer Feld, na periferia da cidade. Entre os ex-alunos há onze chefes de estado ou chefes de governo alemães e estrangeiros.

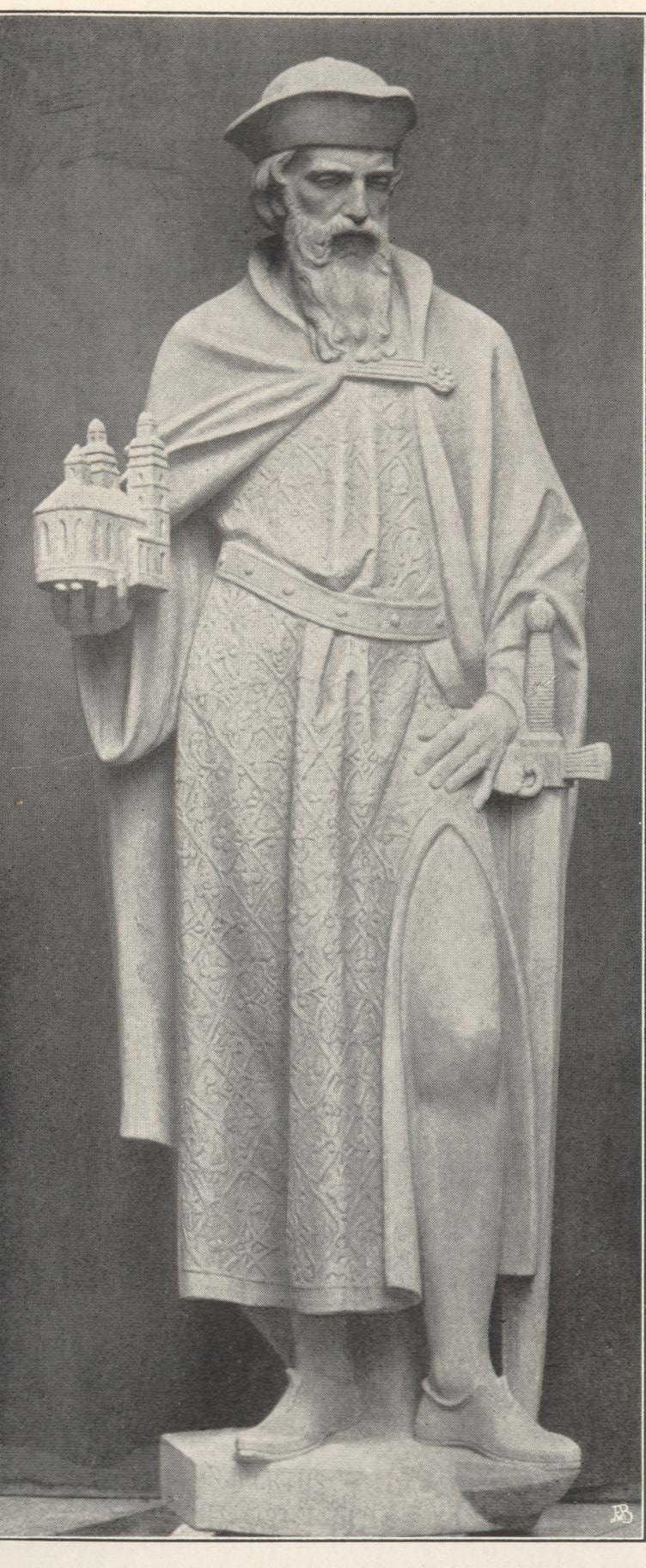
Ruperto I (1309-1390), Eleitor do Palatinato, fundou a Universidade de Heidelberg em 1386.